# Zipoétès II
Zipoétès II, fils cadet de Zipoétès Ier, est prétendant à la royauté de Bithynie en 278 av. J.-C. contre son frère Nicomède Ier. Pour le vaincre, ce dernier doit faire appel à des Celtes, les Galates, qui vont ensuite s'établir en Galatie, au sud-est de la Bithynie.